# 1662
Il 1662 (MDCLXII in numeri romani) è un anno  del XVII secolo.

## Eventi
- Sconfitta dell'Impero del Congo da parte dei portoghesi.
- Probabile ultimo avvistamento del Dodo, volatile delle isole Mauritius.
- Atto di uniformità: in Inghilterra viene ripristinato e nuovamente imposto l'uso del Book of Common Prayer.
- Robert Boyle pubblica la legge di Boyle-Mariotte sui gas.
- L'architetto svedese Nicodemus Tessin il Vecchio inizia la costruzione del Castello di Drottningholm.
- 1º febbraio – Il capo militare Coxinga conquista, per conto della dinastia Ming, l'isola di Formosa.
- 5 giugno – Luigi XIV adotta il sole come suo simbolo personale. Da questo giorno sarà chiamato anche il Re Sole.
- 26 dicembre – Viene rappresentata a Parigi, per la prima volta, la commedia L'école des femmes di Molière.

## Nati

### Gennaio
- 1º gennaio - Pierre Gobert, pittore francese († 1744)
- 9 gennaio - John Holles, I duca di Newcastle-upon-Tyne, nobile e politico inglese († 1711)
- 21 gennaio - Franz Ehrenreich von Trauttmannsdorff, diplomatico e nobile austriaco († 1719)
- 27 gennaio - Richard Bentley, filologo classico, teologo e critico letterario inglese († 1742)

### Febbraio
- 9 febbraio - Paolo De Matteis, pittore italiano († 1728)
- 24 febbraio - Rocco Stella, nobile e militare italiano († 1720)
- 28 febbraio - Carlo I Federico di Montmorency-Luxembourg, nobile e generale francese († 1726)

### Marzo
- 8 marzo - Augusto Guglielmo di Brunswick-Lüneburg, nobile († 1731)
- 9 marzo - Franz Anton von Sporck, letterato boemo († 1738)
- 15 marzo - Gabriel Álvarez de Toledo, scrittore spagnolo († 1714)
- 19 marzo - Giovanni di Leiningen-Dagsburg-Falkenburg, nobiluomo tedesco († 1698)
- 20 marzo - Giuseppe Averani, giurista e naturalista italiano († 1738)
- 22 marzo - August Christoph von Wackerbarth, militare e politico tedesco († 1734)

### Aprile
- 13 aprile - Eleonora Erdmuthe di Sassonia-Eisenach, principessa († 1696)
- 15 aprile - Fernando de Alencastre, nobile spagnolo († 1717)
- 16 aprile - Oronzo Filomarini, vescovo cattolico italiano († 1744)
- 17 aprile - Erdmuthe di Dietrichstein-Nikolsburg, principessa austriaca († 1737)
- 26 aprile - Maria Luisa di Borbone-Orléans, principessa francese († 1689)
- 28 aprile - Aurora von Königsmarck, religiosa tedesca († 1728)
- 30 aprile - Maria II d'Inghilterra, regina britannica († 1694)

### Maggio
- 3 maggio - Matthäus Daniel Pöppelmann, architetto tedesco († 1736)
- 12 maggio - Jan Frans van Bloemen, pittore e incisore fiammingo († 1749)
- 20 maggio - Pompilio Berlingieri, nobile e vescovo cattolico italiano († 1721)
- 30 maggio - Giovanni Maria Ferraroni, architetto italiano († 1755)

### Giugno
- 3 giugno - Giovanni Segala, pittore italiano († 1717)
- 3 giugno - Willem van Mieris, pittore olandese († 1747)
- 7 giugno - José Pereira de Lacerda, cardinale e vescovo cattolico portoghese († 1738)
- 11 giugno - Tokugawa Ienobu, militare giapponese († 1712)
- 17 giugno - Charles FitzRoy, II duca di Cleveland, nobile inglese († 1730)
- 22 giugno - Filippo Guglielmo Pallavicino delle Frabose, politico e militare italiano († 1732)

### Luglio
- 1º luglio - Beatrice Geronima di Lorena, nobile francese († 1738)
- 11 luglio - Massimiliano II Emanuele di Baviera, nobile († 1726)
- 20 luglio - Andrea Brustolon, scultore italiano († 1732)
- 28 luglio - Marino Groppelli, scultore e architetto italiano († 1728)

### Agosto
- 3 agosto - Sofia Enrichetta di Waldeck, nobile tedesca († 1702)
- 4 agosto - Erasmo Gattola, monaco cristiano e archivista italiano († 1734)
- 10 agosto - Joseph Christophe, pittore, disegnatore e decoratore francese († 1748)
- 13 agosto - Charles Seymour, VI duca di Somerset, nobile inglese († 1748)
- 27 agosto - Julius Heinrich von Rehlingen-Radau, presbitero austriaco († 1732)
- 29 agosto - Alvise III Mocenigo, militare italiano († 1732)

### Settembre
- 1º settembre - Louis de Carrières, biblista francese († 1717)
- 5 settembre - Georges-Louis de Berghes, vescovo cattolico belga († 1743)

### Ottobre
- 3 ottobre - Alessandro Maffei, generale italiano († 1730)
- 18 ottobre - Matthew Henry, religioso inglese († 1714)
- 19 ottobre - Guglielmo Ernesto di Sassonia-Weimar, duca tedesco († 1728)
- 20 ottobre - Augusto Chigi, II principe di Farnese, principe italiano († 1744)
- 26 ottobre - Ippolito Francesco Albertini, medico e anatomista italiano († 1738)
- 26 ottobre - Giovanni Todone, vescovo cattolico italiano († 1739)

### Novembre
- 10 novembre - Augusto Antonio Zacco, arcivescovo cattolico italiano († 1739)
- 12 novembre - Francesco Barberini, cardinale e vescovo cattolico italiano († 1738)
- 13 novembre - Vincenzo Petra, cardinale e arcivescovo cattolico italiano († 1747)
- 21 novembre - Bernhard Otto von Rehbinder, generale svedese († 1742)
- 23 novembre - Thomas Edlinger II, liutaio tedesco († 1729)
- 25 novembre - Francesco Aviani, pittore italiano († 1715)
- 30 novembre - Luis Belluga Moncada, cardinale e vescovo cattolico spagnolo († 1743)
- 30 novembre - Andrea Miglionico, pittore italiano († 1711)

### Dicembre
- 8 dicembre - Francesco Mitta, architetto italiano († 1721)
- 10 dicembre - Mariano Armellini, abate e letterato italiano († 1737)
- 10 dicembre - Alessandro Knips Macoppe, medico italiano († 1744)
- 13 dicembre - Francesco Bianchini, astronomo e storico italiano († 1729)
- 18 dicembre - James Douglas, II duca di Queensberry, politico scozzese († 1711)

### Senza giorno specificato
- Filippo Maria Casoni, storico italiano († 1723)
- Nicolò Dorigati, pittore italiano († 1750)
- Giovanni Adamo I del Liechtenstein, principe austriaco († 1712)
- Elisabetta Lazzarini, pittrice italiana († 1729)
- Ludovico Mattioli, incisore italiano († 1747)
- Krzysztof Peucker, scultore polacco († 1735)
- Andrea Pisani, ammiraglio italiano († 1718)
- Ignazio Solaro di Moretta, nobile e diplomatico italiano († 1743)
- Giuseppe Tortelli, pittore italiano († 1738)
- Juan de Ugarte, religioso e missionario honduregno († 1730)
- Antonio Domenico Wolkenstein, vescovo cattolico italiano († 1730)
- Aleksej Semënovič Šein, generale russo († 1700)

## Morti

### Gennaio
- 4 gennaio - Muhyiddin Mansur Shah di Kedah, sovrano malese
- 10 gennaio - Onorato II di Monaco, principe monegasco (n. 1597)
- 26 gennaio - Marco Marazzoli, compositore, cantore e musicista italiano

### Febbraio
- 9 febbraio - Judith Quiney,  inglese (n. 1585)
- 13 febbraio - Carlo I Cybo-Malaspina, sovrano italiano (n. 1581)
- 13 febbraio - Elisabetta Stuart, principessa scozzese (n. 1596)
- 16 febbraio - László Listi, poeta ungherese (n. 1628)
- 18 febbraio - Francisco Tello de León, vescovo cattolico spagnolo (n. 1594)
- 23 febbraio - Johann Crüger, compositore e organista tedesco (n. 1598)
- 27 febbraio - Pedro Porter Casanate, ammiraglio, navigatore e esploratore spagnolo (n. 1611)

### Marzo
- 19 marzo - Ebba Sparre, nobildonna svedese (n. 1629)
- 20 marzo - Anton Giulio Brignole Sale, religioso, scrittore e diplomatico italiano (n. 1605)
- 30 marzo - François Le Métel de Boisrobert, poeta e drammaturgo francese (n. 1592)

### Aprile
- 11 aprile - Francesco Martio, storico italiano (n. 1608)
- 14 aprile - William Fiennes, I visconte di Saye e Sele, politico e nobile inglese (n. 1582)
- 14 aprile - Leonhard Kern, scultore tedesco (n. 1588)
- 17 aprile - Jean Magnon, drammaturgo, avvocato e storico francese (n. 1620)

### Maggio
- 4 maggio - Matsudaira Nobutsuna, militare giapponese (n. 1596)
- 7 maggio - Lucrezia Orsina Vizzana, cantante, organista e compositrice italiana (n. 1590)
- 8 maggio - Peter Heylyn, storico e teologo inglese (n. 1599)
- 16 maggio - Sulaiman Shikoh, principe indiano (n. 1635)
- 17 maggio - Guglielmo di Sassonia-Weimar, duca (n. 1598)
- 28 maggio - Pierre Biard il Giovane, scultore e architetto francese (n. 1592)

### Giugno
- 8 giugno - Henrique Dias, militare brasiliano
- 11 giugno - John Drummond, II conte di Perth, nobile scozzese (n. 1584)
- 14 giugno - Henry Vane il Giovane, politico e teologo inglese (n. 1613)
- 15 giugno - Leopoldo Federico di Württemberg-Mömpelgard, duca tedesco (n. 1624)
- 27 giugno - Lawrence Rooke, astronomo e matematico inglese (n. 1622)
- 29 giugno - Philippe Emmanuel de Gondi, militare francese (n. 1581)
- 29 giugno - Pierre de Marca, arcivescovo cattolico e storico francese (n. 1594)

### Luglio
- 10 luglio - Pierre de Saint-Joseph, filosofo, teologo e religioso francese (n. 1594)
- 10 luglio - Jan Jansz van de Velde, pittore e incisore olandese (n. 1620)
- 12 luglio - Luigi Enrico di Nassau-Dillenburg, nobile tedesco (n. 1594)
- 14 luglio - Camilla Faà di Bruno, nobile italiana (n. 1599)
- 16 luglio - Alfonso IV d'Este, nobile (n. 1634)

### Agosto
- 8 agosto - Angelo Giori, cardinale italiano (n. 1586)
- 14 agosto - Cristina Maddalena del Palatinato-Zweibrücken-Kleeburg (n. 1616)
- 16 agosto - Girolamo Maria Caracciolo, militare italiano (n. 1617)
- 19 agosto - Blaise Pascal, matematico, fisico e filosofo francese (n. 1623)
- 24 agosto - Ii Naokatsu, militare giapponese (n. 1590)
- 28 agosto - Ferdinando Federico Egon di Fürstenberg-Heiligenberg, nobile tedesco (n. 1623)
- 29 agosto - Marco Antonio Alaimo, medico italiano (n. 1590)

### Settembre
- 3 settembre - William Lenthall, politico inglese (n. 1591)
- 4 settembre - Girolamo Gravina, missionario italiano (n. 1603)
- 7 settembre - Marco Scacchi, compositore italiano (n. 1602)
- 16 settembre - Antonio Novelli, scultore italiano (n. 1599)
- 18 settembre - Hubrecht van den Eynde, scultore fiammingo (n. 1593)
- 21 settembre - Adriaen van Stalbemt, pittore e incisore fiammingo (n. 1580)

### Ottobre
- 18 ottobre - Abraham Willaerts, pittore olandese (n. 1603)
- 21 ottobre - Henry Lawes, musicista e compositore inglese (n. 1595)
- 22 ottobre - Antonio Marenzi, vescovo cattolico italiano (n. 1596)

### Novembre
- 12 novembre - Adriaen van de Venne, pittore, poeta e disegnatore olandese
- 20 novembre - Leopoldo Guglielmo d'Austria, militare, vescovo cattolico e collezionista d'arte austriaco (n. 1614)
- 27 novembre - Filippo Arrighetti, religioso, filosofo e grecista italiano (n. 1582)

### Dicembre
- 3 dicembre - Costanza Bonarelli, nobildonna e mercante italiana (n. 1614)
- 5 dicembre - Isidoro Bianchi, pittore e ingegnere italiano (n. 1581)
- 29 dicembre - Francisco Antonio de Acuña Cabrera y Bayona, militare spagnolo (n. 1597)
- 30 dicembre - Ferdinando Carlo d'Austria, conte (n. 1628)

### Senza giorno specificato
- Coxinga, ufficiale cinese (n. 1624)
- Shimun XII
- Simeon Ashe, religioso inglese
- Robert Baillie, pastore protestante, storico e pubblicista scozzese (n. 1602)
- Pieter van der Borcht, pittore fiammingo
- Simon Bosboom, architetto e scrittore olandese (n. 1614)
- Pietro Botto, scultore e intagliatore italiano
- Cornelia Calegari, compositrice, organista e cantante italiana (n. 1644)
- Lobsang Chökyi Gyalsten, monaco buddhista tibetano (n. 1570)
- Vincenzo Maria Cimarelli, naturalista e storico italiano (n. 1585)
- Gaspar de Crayer, pittore fiammingo (n. 1582)
- Pier Francesco Filonardi, vescovo cattolico italiano (n. 1596)
- Wybrand de Geest I, pittore olandese (n. 1592)
- Giovanni Battista Gori Pannilini, vescovo cattolico italiano (n. 1603)
- Johann Friedrich Greuter, pittore e incisore tedesco (n. 1590)
- Daniel van Heil, pittore fiammingo (n. 1604)
- Simon Ives, compositore e organista inglese (n. 1600)
- Ulrich Loth, pittore tedesco
- Carlo Francesco Nuvolone, pittore italiano (n. 1609)
- John Okey, militare britannico (n. 1606)
- Nicolas Perrault, teologo francese (n. 1624)
- Giovanni Francesco Romanelli, pittore italiano
- Anthonie Heeres Sioertsma, incisore e pittore olandese (n. 1625)
- Vincenzo Spisanelli, pittore italiano (n. 1595)
- Johann Wiesel, ottico tedesco (n. 1583)
- Gioseffo Zamponi, compositore italiano
- Giovanni de Torres, arcivescovo cattolico e diplomatico italiano (n. 1605)
- Melek Ahmed Pascià, politico ottomano

## Calendario
| Calendario 1662 | Calendario 1662 | Calendario 1662 | Calendario 1662 | Calendario 1662 | Calendario 1662 | Calendario 1662 | Calendario 1662 | Calendario 1662 | Calendario 1662 | Calendario 1662 | Calendario 1662 | Calendario 1662 | Calendario 1662 | Calendario 1662 | Calendario 1662 | Calendario 1662 | Calendario 1662 | Calendario 1662 | Calendario 1662 | Calendario 1662 | Calendario 1662 | Calendario 1662 | Calendario 1662 | Calendario 1662 | Calendario 1662 | Calendario 1662 | Calendario 1662 | Calendario 1662 | Calendario 1662 | Calendario 1662 | Calendario 1662 | Calendario 1662 |
| --------------- | --------------- | --------------- | --------------- | --------------- | --------------- | --------------- | --------------- | --------------- | --------------- | --------------- | --------------- | --------------- | --------------- | --------------- | --------------- | --------------- | --------------- | --------------- | --------------- | --------------- | --------------- | --------------- | --------------- | --------------- | --------------- | --------------- | --------------- | --------------- | --------------- | --------------- | --------------- | --------------- |
|                 | 1               | 2               | 3               | 4               | 5               | 6               | 7               | 8               | 9               | 10              | 11              | 12              | 13              | 14              | 15              | 16              | 17              | 18              | 19              | 20              | 21              | 22              | 23              | 24              | 25              | 26              | 27              | 28              | 29              | 30              | 31              |                 |
| Gennaio         | Do              | Lu              | Ma              | Me              | Gi              | Ve              | Sa              | Do              | Lu              | Ma              | Me              | Gi              | Ve              | Sa              | Do              | Lu              | Ma              | Me              | Gi              | Ve              | Sa              | Do              | Lu              | Ma              | Me              | Gi              | Ve              | Sa              | Do              | Lu              | Ma              |                 |
| Febbraio        | Me              | Gi              | Ve              | Sa              | Do              | Lu              | Ma              | Me              | Gi              | Ve              | Sa              | Do              | Lu              | Ma              | Me              | Gi              | Ve              | Sa              | Do              | Lu              | Ma              | Me              | Gi              | Ve              | Sa              | Do              | Lu              | Ma              |                 |                 |                 |                 |
| Marzo           | Me              | Gi              | Ve              | Sa              | Do              | Lu              | Ma              | Me              | Gi              | Ve              | Sa              | Do              | Lu              | Ma              | Me              | Gi              | Ve              | Sa              | Do              | Lu              | Ma              | Me              | Gi              | Ve              | Sa              | Do              | Lu              | Ma              | Me              | Gi              | Ve              |                 |
| Aprile          | Sa              | Do              | Lu              | Ma              | Me              | Gi              | Ve              | Sa              | Do              | Lu              | Ma              | Me              | Gi              | Ve              | Sa              | Do              | Lu              | Ma              | Me              | Gi              | Ve              | Sa              | Do              | Lu              | Ma              | Me              | Gi              | Ve              | Sa              | Do              |                 |                 |
| Maggio          | Lu              | Ma              | Me              | Gi              | Ve              | Sa              | Do              | Lu              | Ma              | Me              | Gi              | Ve              | Sa              | Do              | Lu              | Ma              | Me              | Gi              | Ve              | Sa              | Do              | Lu              | Ma              | Me              | Gi              | Ve              | Sa              | Do              | Lu              | Ma              | Me              |                 |
| Giugno          | Gi              | Ve              | Sa              | Do              | Lu              | Ma              | Me              | Gi              | Ve              | Sa              | Do              | Lu              | Ma              | Me              | Gi              | Ve              | Sa              | Do              | Lu              | Ma              | Me              | Gi              | Ve              | Sa              | Do              | Lu              | Ma              | Me              | Gi              | Ve              |                 |                 |
| Luglio          | Sa              | Do              | Lu              | Ma              | Me              | Gi              | Ve              | Sa              | Do              | Lu              | Ma              | Me              | Gi              | Ve              | Sa              | Do              | Lu              | Ma              | Me              | Gi              | Ve              | Sa              | Do              | Lu              | Ma              | Me              | Gi              | Ve              | Sa              | Do              | Lu              |                 |
| Agosto          | Ma              | Me              | Gi              | Ve              | Sa              | Do              | Lu              | Ma              | Me              | Gi              | Ve              | Sa              | Do              | Lu              | Ma              | Me              | Gi              | Ve              | Sa              | Do              | Lu              | Ma              | Me              | Gi              | Ve              | Sa              | Do              | Lu              | Ma              | Me              | Gi              |                 |
| Settembre       | Ve              | Sa              | Do              | Lu              | Ma              | Me              | Gi              | Ve              | Sa              | Do              | Lu              | Ma              | Me              | Gi              | Ve              | Sa              | Do              | Lu              | Ma              | Me              | Gi              | Ve              | Sa              | Do              | Lu              | Ma              | Me              | Gi              | Ve              | Sa              |                 |                 |
| Ottobre         | Do              | Lu              | Ma              | Me              | Gi              | Ve              | Sa              | Do              | Lu              | Ma              | Me              | Gi              | Ve              | Sa              | Do              | Lu              | Ma              | Me              | Gi              | Ve              | Sa              | Do              | Lu              | Ma              | Me              | Gi              | Ve              | Sa              | Do              | Lu              | Ma              |                 |
| Novembre        | Me              | Gi              | Ve              | Sa              | Do              | Lu              | Ma              | Me              | Gi              | Ve              | Sa              | Do              | Lu              | Ma              | Me              | Gi              | Ve              | Sa              | Do              | Lu              | Ma              | Me              | Gi              | Ve              | Sa              | Do              | Lu              | Ma              | Me              | Gi              |                 |                 |
| Dicembre        | Ve              | Sa              | Do              | Lu              | Ma              | Me              | Gi              | Ve              | Sa              | Do              | Lu              | Ma              | Me              | Gi              | Ve              | Sa              | Do              | Lu              | Ma              | Me              | Gi              | Ve              | Sa              | Do              | Lu              | Ma              | Me              | Gi              | Ve              | Sa              | Do              |                 |